# Администрация рыбного хозяйства Австралии
Администрация рыбного хозяйства Австралии является австралийским правительственным уставным органом, ответственным за управление и устойчивое использование рыбных ресурсов и борьбу с незаконным промыслом в исключительной экономической зоне Австралии.

## История
Администрация рыбного хозяйства Австралии была создана в феврале 1992 года и её деятельность регулируются законом об Администрации австралийского рыболовства и рыбного хозяйства от 1991 года и Законом об управлении 1991 года. Эти законы создали уставную модель полномочий в области управления рыболовством.
Агентство находится в подчинении австралийского Министерства сельского хозяйства, рыболовства и лесного хозяйства.

## Текущие обязанности
Сфера полномочий агентства лежит в пределах 200 морских миль (370 км) в австралийской рыболовной зоне, в открытом море, и, в некоторых случаях, по согласованию с другими государствами, за её пределами.
Агентство также отвечает за борьбу с незаконным промыслом в исключительной экономической зоне Австралии, в том числе водах между Австралией и Индонезией, в Южном океане и австралийских территориях островов Ашмор и Картье, острова Херд и островов Макдональд. Охрана проводится при поддержке австралийской таможни, пограничной службы охраны и ВМС Австралии.